# Алекс Джордан
Алекс Джордан (англ. Alex Jordan, 20 сентября 1967 или 20 сентября 1963, Калифорния — 2 июля 1995, Марина-дель-Рей, Калифорния) — американская порноактриса и фетиш-модель, лауреатка премии AVN Awards.

## Биография
О ранних годах жизни известно крайне мало. Дебютировала в порноиндустрии в 1991 году, в возрасте 28 лет, в фильме Box of Slavegirls.
Снималась для таких студий, как VCA Pictures, Hustler Video, Vivid, Exquisite, Evil Angel, Anabolic, Pleasure, Sin City, Wicked Pictures, Legend Video, Metro, Odyssey и другие.
В 1993 году выиграла премии AVN Awards в номинациях «лучшая новая старлетка» и «лучшая парная сцена (видео)» вместе с Джои Силвера за фильм Chameleons.
В 1994 году впервые снялась в сцене анального секса для фильма Interview with a Vamp («Интервью с вамп»), который был выпущен вскоре после блокбастера «Интервью с вампиром» с Брэдом Питтом и Томом Крузом.
В том же году была четырежды номинирована на AVN Awards: трижды — как лучшая актриса второго плана, за фильмы Blonde Justice 1 & 2 и видео Bare Market и Mindshadows 2; а также в категории «лучшая групповая лесбийская сцена» за Cheerleader Nurses вместе с Кристал Уайлдер.
В 1995 году снова была представлена на AVN Awards за фильм Body and Soul в категориях «лучшая актриса второго плана» и «лучшая парная сцена».

### Смерть
2 июля 1995 года тело Алекс Джордан было обнаружено в её доме в Марина-дель-Рей, Калифорния. За несколько дней до этого её подруга Саммер Найт подала заявление в полицию по поводу её исчезновения, поскольку не могла связаться с ней в течение нескольких дней. Актрису нашли повесившейся в шкафу в её комнате. Несколько источников, в том числе её муж, сообщили, что Джордан в последние годы страдала от тревоги и депрессии и последние несколько месяцев не принимала назначенные лекарства. Когда произошло самоубийство, муж Алекс, Джастин Кейс, «…находился в Колорадо, пытаясь открыть лыжный магазин, чтобы они могли оставить бизнес».

## Премии и номинации
| Год  | Церемония  | Результат | Номинация                         | Работа                       |
| ---- | ---------- | --------- | --------------------------------- | ---------------------------- |
| 1993 | AVN Awards | Победа    | Лучшая новая старлетка            | н/д                          |
| 1993 | AVN Awards | Победа    | Лучшая парная сцена (видео)       | Chameleons                   |
| 1994 | AVN Awards | Номинация | Лучшая актриса второго плана      | Blonde Justice 1 & 2 (фильм) |
| 1994 | AVN Awards | Номинация | Лучшая актриса второго плана      | Bare Market (видео)          |
| 1994 | AVN Awards | Номинация | Лучшая актриса второго плана      | Mindshadows 2 (видео)        |
| 1994 | AVN Awards | Номинация | Лучшая групповая лесбийская сцена | Cheerleader Nurses           |
| 1995 | AVN Awards | Номинация | Лучшая актриса второго плана      | Body and Soul                |
| 1995 | AVN Awards | Номинация | Лучшая парная сцена               | Body and Soul                |

## Избранная фильмография
- Affairs of the Heart[20]
- Bonnie and Clyde[21]
- Club Anal[22]
- Deep Inside Nina Hartley[23]
- Felicia’s Fantasies[24]
- Good Vibrations[25]
- Knight Shadows[26]
- Nasty Girls[27]
- Party[28]
- Pure Filth[29]
- Roto-Rammer[30]
- Silent Strangers[31]
- Vampire’s Kiss[32]
- Wilder at Heart[33]